# Isla de San Iván
Isla de San Iván (en búlgaro: остров св. Иван, ostrov sv. Ivan) es la isla más grande de Bulgaria en el mar Negro, con una superficie de 0,66 kilómetros cuadrados (0,25 millas cuadradas). Se encuentra frente a la costa búlgara del mar Negro, cerca de Sozopol, una ciudad con rica historia y un lugar turístico muy popular, y está separada por un estrecho de varios cientos de metros de largo desde el pequeño barrio de la Isla de San Pedro. Se levanta hasta 33 metros (108 pies) sobre el nivel del mar, también es la más alta de las islas del mar de Bulgaria. Se encuentra a 920 metros (0,57 millas) de la península Stolets, donde se ubica la antigua ciudad de Sozopol.
Aparte de su importancia histórica, la isla es también una reserva natural desde 1993, con 72 especies de aves que anidan en las rocas y cerca de la costa, tres de los cuales están en peligro en el mundo y 15 en Europa. San Iván también está habitada por otras especies raras, como la foca monje del Mediterráneo. Las rocas en la isla están cubiertas de mejillones negros.
En agosto de 2010, la BBC informó que los restos de Juan el Bautista habían sido encontrados en la isla.

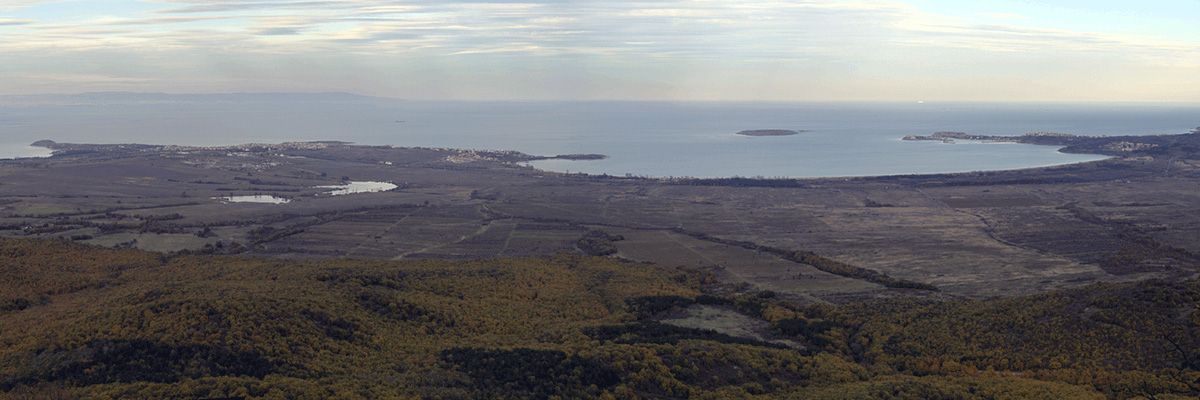
Vista panorámica de la bahía, con la isla de San Iván claramente visible.